# Великоміньківська сільська рада
Великоміньківська сільська рада — колишня адміністративно-територіальна одиниця та орган місцевого самоврядування у Базарському і Народицькому районах Коростенської, Волинської округ, Київської й Житомирської областей УРСР з адміністративним центром у с. Великі Міньки.

## Населені пункти
Сільській раді на момент ліквідації були підпорядковані населені пункти:
- с. Великі Міньки
- с. Литвинівка
- с. Рудня-Базарська

## Населення
Кількість населення ради, станом на 1923 рік, становила 1 087 осіб, кількість дворів — 231.
Станом на 1 жовтня 1941 року, в сільраді налічувалось 259 дворів з 910 мешканцями в них, в тому числі: чоловіків — 390 та жінок — 520.

## Історія та адміністративний устрій
Утворена 1923 року в складі сіл Великі Міньки, Литвинівка та Рудня-Базарська Базарської волості Овруцького повіту Волинської губернії. 7 березня 1923 року увійшла до складу новоствореного Базарського району Коростенської округи. Станом на 1 жовтня 1941 року в складі сільської ради числиться х. Осика.
Станом на 1 вересня 1946 року Великоміньківська сільрада входила до складу Базарського району Житомирської області, на обліку в раді перебували села Великі Міньки, Литвинівка, Осика та Рудня-Базарська.
2 вересня 1954 року, відповідно до рішення Житомирського облвиконкому «Про перечислення населених пунктів в межах районів Житомирської області», с. Осика було передане до складу Межиліської сільської ради Базарського району. 21 січня 1959 року, відповідно до рішення Житомирського ОВК «Про виконання Указу Президії Верховної Ради Української РСР від 21 січня 1959 року про ліквідацію Базарського і Потіївського районів Житомирської області», сільську раду було включено до складу Народицького району.
5 березня 1959 року, відповідно до рішення Житомирського ОВК «Про ліквідацію та зміну адміністративно-територіального поділу окремих сільських рад області», об'єднана із Базарською сільською радою Народицького району Житомирської області.